# Alice Hall Farnsworth
Alice Hall Farnsworth, née le 19 octobre 1893 à Williamsburg (Massachusetts) et morte le 1er octobre 1960 à Newton (Massachusetts), est une astronome américaine. Elle est directrice de l'observatoire John Payson Williston au Mount Holyoke College de 1936 jusqu'à sa retraite en 1957.

## Jeunesse
Alice Hall Farnsworth est née le 19 octobre 1893 à Williamsburg, dans le Massachusetts. Elle est la plus jeune des quatre enfants de Frederick Tudor Farnsworth et d'Anna Caroline Tufts Farnsworth. Enfant, elle est une lectrice active du magazine St. Nicholas, soumettant des participations aux concours et gagnant des prix.
Farnsworth étudie l'astronomie avec Anne Sewell Young au Mount Holyoke College, obtenant son baccalauréat en 1916 ; l'un des autres étudiants notables de Young à l'époque est l'astronome Helen Sawyer Hogg. Farnsworth poursuit des études supérieures à l'Université de Chicago, où elle obtient une maîtrise en 1917 et un doctorat en 1920. Sa thèse, A comparison of the photometric fields of the 6-inch doublet: 24-inch reflector, and 40-inch refractor of the Yerkes Observatory, with some investigation of the astrometric field of the reflector (University of Chicago Press 1926), est basée sur ses recherches à l'Observatoire Yerkes, dans le Wisconsin,,.

## Carrière
Farnsworth est élue membre de l'Union américaine d'astronomie en 1917. Elle retourne au département d'astronomie de Mount Holyoke après avoir terminé son doctorat. Elle enseigne des cours d'astronomie, notamment des compétences en chambre noire. De 1929 à 1931, elle est présidente de l'Association américaine des observateurs d'étoiles variables. De 1930 à 1931, elle est chercheuse invitée et boursière Martin Kellogg à l'observatoire Lick, en Californie. Elle succède à Anne Sewell Young en tant que directrice de l'Observatoire Williston en 1936. En 1937, elle est promue au rang de professeur titulaire. De 1938 à 1941, elle siège au conseil de l'Union américaine d'astronomie. Lors d'un congé sabbatique en 1940-1941, elle se rend au Brésil pour observer une éclipse solaire, dans une petite équipe de scientifiques dirigée par Charles Hugh Smiley ; elle écrit sur son temps en Amérique du Sud pour Popular Astronomy.
Les recherches de Farnsworth concernent des étoiles dans une région de la constellation de Cassiopée et la photométrie stellaire. Elle poursuit aussi les études de l'Observatoire Williston sur les taches solaires et les occultations lunaires,. Les publications de Farnsworth incluent Proper Motions of Certain Long Period Variable Stars (The Astronomical Journal 1921, avec Anne Sewell Young), Zone + 45 ̊ of Kapteyn's selected areas: photographic photometry for 1550 stars (University of Chicago Press 1927, avec John Adelbert Pankhurst), Measurement of Effective Wave-Lengths with the Recording Microphotometer (Publications of the Astronomical Society of the Pacific 1931), A study of effective wave-lengths with the recording microphotometer ; Color changes in variable stars (University of California Press 1933) et Stellar Spectra and Colors in Milky Way Region in Cassiopeia (Astrophysical Journal Supplement 1955).

## Vie privée
Alice Hall Farnsworth est morte le 1er octobre 1960, à l'âge de 66 ans, à Newton, dans le Massachusetts,. Ses papiers se trouvent dans les archives et collections spéciales du Mount Holyoke College.